# Thomas Johann Seebeck
Thomas Johann Seebeck (9. dubna 1770 Reval, dnešní Tallinn – 10. prosinec 1831 Berlín) byl německý fyzik.
Narodil se v Revalu, dnešní součásti hlavního města Estonska, v bohaté obchodnické rodině. Studoval na univerzitě v Berlíně a v Göttingenu, kde roku 1802 získal lékařskou kvalifikaci. Protože upřednostňoval fyzikální výzkum před lékařskou praxí, zahájil svou vědeckou kariéru.
Po dokončení studia začal působit na univerzitě v Jeně, kde se setkal s Goethem a stal se jeho dobrým přítelem.
Pracoval v mnoha fyzikálních odvětvích, ale mezi jeho nejznámější objev patří tzv. Seebeckův jev.